# Asahaya asambaddha
Asahaya asambaddha är en nattsländeart som beskrevs av Schmid 1991. Asahaya asambaddha ingår i släktet Asahaya och familjen krumrörsnattsländor. Inga underarter finns listade i Catalogue of Life.